# Сунгай (село)
Сунга́й (рос. Сунгай) — село у складі Китмановського району Алтайського краю, Росія. Адміністративний центр Сунгайської сільської ради.

## Населення
Населення — 682 особи (2010; 815 у 2002).
Національний склад (станом на 2002 рік):
- росіяни — 93 %